# Brandon Brown (ur. 1981)
Brandon Charles Brown (ur. 18 czerwca 1981 w Houma) – amerykański koszykarz, występujący na pozycjach niskiego i silnego skrzydłowego.

## Osiągnięcia
Na podstawie, o ile nie zaznaczono inaczej.
NCAA
- Zaliczony do:
  - I składu dystryktu (2002 przez NABC)
  - II składu:
    - konferencji C-USA (2002)
    - LSWA All-Louisiana (2002)

Indywidualne
- Uczestnik meczu gwiazd PLK (2005)[3]
- Lider sezonu regularnego PLK w zbiórkach (2005)